# Línia 2 del metro de Sevilla
La línia 2 del Metro de Sevilla serà una línia de ferrocarril metropolità de tipus lleuger de la ciutat de Sevilla i la seva àrea metropolitana, a Andalusia. Aquesta línia unirà la part més a l'est de Sevilla i amb l'oest partint de Torreblanca fins a Puerta Triana.